# Oncocalyx bolusii
Oncocalyx bolusii là một loài thực vật có hoa trong họ Loranthaceae. Loài này được (Sprague) Wiens & Polhill mô tả khoa học đầu tiên năm 1992.